# Hugo (Software)
Hugo ist ein freier Websitegenerator für statische Webseiten, der unter der Apache-Lizenz in der Version 2 verfügbar ist. Das Ziel ist eine einfach zu bedienende, aber dennoch schnelle Software bereitzustellen.

## Funktionen
Als Website-Generator werden von Hugo die HTML-Dateien – im Gegensatz zu dynamischen Websitegeneratoren – nicht jedes Mal, wenn die Webseite aufgerufen wird, neu generiert, sondern nur, wenn sich der Inhalt der jeweiligen Seite ändert. Insbesondere ermöglicht es Hugo, dass nur jene HTML-Dokumente der jeweiligen Webseite neu gebaut werden, in denen Änderungen auftraten. Hierdurch sollen die Ressourcen des Servers geschont und eine hohe Effizienz von diesem erreicht werden. Nach einer nicht-repräsentativen Benchmark generiert Hugo Webseiten 75-mal schneller als der ebenfalls statische Websitegenerator Middleman.
Hugo unterstützt nativ neben HTML auch die Darstellung von Texten, die in Markdown verfasst wurden. Mit Hilfe externer Anwendungen wie pandoc sind weitere Eingabeformate möglich, z. B. AsciiDoc und reStructuredText. Die Konfiguration kann in YAML, JSON oder TOML geschrieben werden. Mittels der sogenannten „LiveReload“-Funktion können Änderungen an den Dokumenten zeitgleich auf der Webseite übernommen werden. Die graphische Darstellung der Inhalte kann mittels verschiedener Themenvorlagen geregelt werden. Dabei wird zwischen drei verschiedenen Grundtypen unterschieden: Single, List und Homepage. Die Nutzung der Themen erfolgt mittels der Template-Engine von Go.
Hugo ermöglicht es zusätzlich, Inhalte der Webseiten mittels Schlüsselwörtern zu kategorisieren.
Eine Besonderheit von Hugo ist, dass es einen eigenen HTTP-Server mitliefert. Hierdurch sind Anwender nicht auf z. B. nginx oder den Apache HTTP Server angewiesen, wodurch Abhängigkeiten verhindert werden. Auch bestimmte Laufzeitumgebungen und Datenbanken wie Ruby, PHP oder MySQL werden zur Nutzung nicht benötigt.